# Square
Square Co., Ltd. var ett japanskt datorspelsföretag, grundat september 1986 av Masafumi Miyamoto. 2003 slog sig företaget samman med den forna konkurrenten Enix och blev en del av Square Enix.
Företaget låg bakom kända spel som Final Fantasy, Chrono Trigger och Secret of Mana.

## Spel
| Spel                                                      | Plattform                  | Utgivningsdatum   | Utvecklare                |
| --------------------------------------------------------- | -------------------------- | ----------------- | ------------------------- |
| The Death Trap                                            | PC-8801, PC-9801, FM-7     | 31 oktober 1984   | Square                    |
| Will: The Death Trap II                                   | PC-8801, PC-9801, FM-7, X1 | juni 1985         | Square                    |
| Dragon Slayer                                             | MSX, PC-9801               | 15 juli 1985      | Nihon Falcom              |
| Thexder                                                   | X1, NES                    | 20 juli 1985      | Game Arts                 |
| Cruise Chaser Blassty                                     | PC-8801, PC-9801, X1       | 30 april 1986     | Square                    |
| Alpha                                                     | PC-8801, PC-9801, X1, FM-7 | 8 juli 1986       | Square                    |
| King's Knight                                             | NES, MSX                   | 18 september 1986 | Square/Workss             |
| Suichō no Dragon                                          | Famicom Disk System        | 15 december 1986  | Square                    |
| Deep Dungeon: Madō Senki                                  | Famicom Disk System        | 19 december 1986  | HummingBirdSoft           |
| The 3-D Battles of WorldRunner                            | NES                        | 12 mars 1987      | Square                    |
| Apple Town Story                                          | Famicom Disk System        | 3 april 1987      | Square                    |
| Mystery Quest                                             | Famicom Disk System        | 11 maj 1987       | Carry Lab                 |
| Yūshi no Monshō: Deep Dungeon                             | Famicom Disk System        | 30 maj 1987       | HummingBirdSoft           |
| King's Knight Special                                     | PC-8801, X1                | juni 1987         | Square/Workss             |
| Genesis                                                   | PC-8801                    | 6 juni 1987       | Square                    |
| Aliens: Alien 2                                           | PC-8801, PC-9801, MSX      | 10 juni 1987      | Square                    |
| Jikai Shounen Met Mag                                     | Famicom Disk System        | 3 juli 1987       | Thinking Rabbit           |
| Cleopatra no Mahō                                         | Famicom Disk System        | 24 juli 1987      | Square                    |
| Rad Racer                                                 | NES                        | 7 augusti 1987    | Square                    |
| Kalin no Tsurugi                                          | Famicom Disk System        | 2 oktober 1987    | Xtalsoft                  |
| Nakayama Miho no Tokimeki High School                     | Famicom Disk System        | 1 december 1987   | Square/Nintendo           |
| JJ: Tobidase Daisakusen Part II                           | NES                        | 7 december 1987   | Square                    |
| Final Fantasy                                             | NES                        | 18 december 1987  | Square                    |
| Deep Dungeon III: Yūshi heno Tabi                         | NES                        | 13 maj 1988       | HummingBirdSoft           |
| Akuusenki Raijin                                          | Famicom Disk System        | 12 juli 1988      | Micro Cabin               |
| Moon Ball Magic                                           | Famicom Disk System        | 12 juli 1988      | System Sacon              |
| Hanjuku Hero                                              | NES                        | 2 december 1988   | Square                    |
| Final Fantasy II                                          | NES                        | 17 december 1988  | Square                    |
| Square's Tom Sawyer                                       | NES                        | 30 november 1989  | Square                    |
| The Final Fantasy Legend                                  | Game Boy                   | 15 december 1989  | Square                    |
| Final Fantasy III                                         | NES                        | 27 april 1990     | Square                    |
| Rad Racer II                                              | NES                        | juni 1990         | Square                    |
| Final Fantasy Legend II                                   | Game Boy                   | 14 december 1990  | Square                    |
| Final Fantasy Adventure (Mystic Quest i Europa)           | Game Boy                   | 28 juni 1991      | Square                    |
| Final Fantasy IV                                          | SNES                       | 19 juli 1991      | Square                    |
| Final Fantasy IV Easy Type                                | SNES                       | 19 oktober 1991   | Square                    |
| Final Fantasy Legend III                                  | Game Boy                   | 13 december 1991  | Square                    |
| Romancing SaGa                                            | SNES                       | 28 januari 1992   | Square                    |
| Final Fantasy Mystic Quest (Mystic Quest Legend i Europa) | SNES                       | 5 oktober 1992    | Square                    |
| Final Fantasy V                                           | SNES                       | 6 december 1992   | Square                    |
| Hanjuku Hero: Aa, Sekaiyo Hanjukunare...!                 | SNES                       | 19 december 1992  | Square                    |
| Secret of Mana                                            | SNES                       | 6 augusti 1993    | Square                    |
| Romancing SaGa 2                                          | SNES                       | 10 december 1993  | Square                    |
| Alcahest                                                  | SNES                       | 17 december 1993  | HAL Laboratory            |
| Breath of Fire                                            | SNES                       | 24 februari 1994  | Capcom                    |
| Final Fantasy I•II                                        | NES                        | 27 februari 1994  | Square                    |
| Final Fantasy VI                                          | SNES                       | 2 april 1994      | Square                    |
| Live a Live                                               | SNES                       | 2 september 1994  | Square                    |
| Front Mission                                             | SNES                       | 24 februari 1995  | G-Craft                   |
| Chrono Trigger                                            | SNES                       | 11 mars 1995      | Square                    |
| Seiken Densetsu 3 (Trials of Mana)                        | SNES                       | 30 september 1995 | Square                    |
| Secret of Evermore                                        | SNES                       | oktober 1995      | Square                    |
| Romancing SaGa 3                                          | SNES                       | 11 november 1995  | Square                    |
| Dynami Tracer                                             | Satellaview                | 27 januari 1996   | Square                    |
| Koi wa Balance                                            | Satellaview                | 27 januari 1996   | Square                    |
| Radical Dreamers                                          | Satellaview                | 3 februari 1996   | Square                    |
| Bahamut Lagoon                                            | SNES                       | 9 februari 1996   | Square                    |
| Treasure Conflix                                          | Satellaview                | 10 februari 1996  | Square                    |
| Front Mission Series: Gun Hazard                          | SNES                       | 23 februari 1996  | Omiya Soft                |
| Super Mario RPG                                           | SNES                       | 9 mars 1996       | Square/Nintendo           |
| Treasure of the Rudras                                    | SNES                       | 5 april 1996      | Square                    |
| Treasure Hunter G                                         | SNES                       | 24 maj 1996       | Sting Entertainment       |
| Tobal No. 1                                               | Playstation                | 2 augusti 1996    | DreamFactory              |
| Final Fantasy VII                                         | Playstation                | 31 januari 1997   | Square                    |
| Pro-Logic Mah-Jong Hai-Shin                               | Playstation                | 31 januari 1997   | Aques                     |
| Bushido Blade                                             | Playstation                | 14 mars 1997      | Bergsala Lightweight      |
| Final Fantasy IV                                          | Playstation                | 21 mars 1997      | Tose                      |
| Power Stakes                                              | Playstation                | 11 april 1997     | Aques                     |
| Tobal 2                                                   | Playstation                | 25 april 1997     | DreamFactory              |
| Digical League                                            | Playstation                | 20 juni 1997      | Aques                     |
| Final Fantasy Tactics                                     | Playstation                | 20 juni 1997      | Square                    |
| SaGa Frontier                                             | Playstation                | 11 juli 1997      | Square                    |
| Front Mission 2                                           | Playstation                | 25 september 1997 | G-Craft                   |
| Final Fantasy VII International                           | Playstation                | oktober 1997      | Square                    |
| Power Stakes Grade 1                                      | Playstation                | 9 oktober 1997    | Aques                     |
| Einhänder                                                 | Playstation                | 20 november 1997  | Square                    |
| Front Mission Alternative                                 | Playstation                | 18 december 1997  | Square                    |
| Chocobo no Fushigi na Dungeon                             | Playstation                | 23 december 1997  | Square                    |
| Super Live Stadium                                        | Playstation                | 1 januari 1998    | Aques                     |
| Xenogears                                                 | Playstation                | 11 februari 1998  | Square                    |
| Bushido Blade 2                                           | Playstation                | 28 februari 1998  | Bergsala Lightweight      |
| Final Fantasy V                                           | Playstation                | 13 mars 1998      | Tose                      |
| Hai-Shin 2                                                | Playstation                | 26 mars 1998      | Aques                     |
| Parasite Eve                                              | Playstation                | 29 mars 1998      | Square                    |
| Power Stakes 2                                            | Playstation                | 9 april 1998      | Aques                     |
| Sōkaigi                                                   | Playstation                | 28 maj 1998       | Yuke's                    |
| Final Fantasy VII                                         | Microsoft Windows          | 24 juni 1998      | Square                    |
| Brave Fencer Musachi                                      | Playstation                | 26 juli 1998      | Square                    |
| Another Mind                                              | Playstation                | 12 november 1998  | Square                    |
| Ehrgeiz                                                   | Playstation                | 17 december 1998  | DreamFactory              |
| Chocobo's Dungeon 2                                       | Playstation                | 23 december 1998  | Square                    |
| iS - internal section                                     | Playstation                | 28 januari 1999   | Positron                  |
| Final Fantasy VIII                                        | Playstation                | 11 februari 1999  | Square                    |
| Chocobo World                                             | Pocketstation              | 11 februari 1999  | Square                    |
| Final Fantasy Collection                                  | Playstation                | 11 mars 1999      | Tose                      |
| Final Fantasy VI                                          | Playstation                | 11 mars 1999      | Tose                      |
| Chocobo Racing                                            | Playstation                | 18 mars 1999      | Square                    |
| SaGa Frontier 2                                           | Playstation                | 1 april 1999      | Square                    |
| Go Go Digger                                              | Pocketstation              | 1 april 1999      | Square                    |
| Cyber Org                                                 | Playstation                | 22 april 1999     | Fuzzbox                   |
| Racing Lagoon                                             | Playstation                | 10 juni 1999      | Square                    |
| Legend of Mana                                            | Playstation                | 15 juli 1999      | Square                    |
| Ring Ring Land                                            | Pocketstation              | 15 juli 1999      | Square                    |
| Front Mission 3                                           | Playstation                | 2 september 1999  | Square                    |
| Final Fantasy Anthology                                   | Playstation                | 30 september 1999 | Square                    |
| Threads of Fate                                           | Playstation                | 14 oktober 1999   | Square                    |
| Chrono Trigger                                            | Playstation                | 2 november 1999   | Tose                      |
| Chrono Cross                                              | Playstation                | 18 november 1999  | Square                    |
| Parasite Eve II                                           | Playstation                | 16 december 1999  | Square                    |
| Chocobo Collection                                        | Playstation                | 22 december 1999  | Square/ParityBit/Denyusha |
| Final Fantasy VIII                                        | Microsoft Windows          | 25 januari 2000   | Square                    |
| Vagrant Story                                             | Playstation                | 10 februari 2000  | Square                    |
| Driving Emotion Type-S                                    | Playstation 2              | 30 mars 2000      | Escape                    |
| All Star Pro-Wrestling                                    | Playstation 2              | 8 juni 2000       | Square                    |
| Final Fantasy IX                                          | Playstation                | 7 juli 2000       | Square                    |
| Gekikuukan Pro Baseball: At the End of the Century 1999   | Playstation 2              | 7 september 2000  | Square                    |
| Hataraku Chocobo                                          | Wonderswan                 | 21 september 2000 | Square                    |
| Final Fantasy                                             | Wonderswan Color           | 9 december 2000   | Square                    |
| The Bouncer                                               | Playstation 2              | 23 december 2000  | DreamFactory              |
| Wild Card                                                 | Wonderswan Color           | 29 mars 2001      | Square                    |
| Final Fantasy II                                          | Wonderswan Color           | 3 maj 2001        | Square                    |
| Final Fantasy Chronicles                                  | Playstation                | 29 juni 2001      | Tose                      |
| Blue Wing Blitz                                           | Wonderswan Color           | 5 juli 2001       | Square                    |
| Final Fantasy X                                           | Playstation 2              | 19 juli 2001      | Square                    |
| All Star Pro-Wrestling II                                 | Playstation 2              | 22 november 2001  | Square                    |
| Romancing SaGa                                            | Wonderswan Color           | 20 december 2001  | Square                    |
| Final Fantasy X International                             | Playstation 2              | 31 januari 2002   | Square                    |
| Hanjuku Hero: Aa, Sekaiyo Hanjukunare...!                 | Wonderswan Color           | 14 februari 2002  | Sting Entertainment       |
| The Final Fantasy Legend                                  | Wonderswan Color           | 20 mars 2002      | Aspect                    |
| Kingdom Hearts                                            | Playstation 2              | 28 mars 2002      | Square                    |
| Final Fantasy IV                                          | Wonderswan Color           | 29 mars 2002      | Sting Entertainment       |
| Neichibeikan Professional Baseball Final League           | Playstation 2              | 25 april 2002     | Square                    |
| Final Fantasy XI                                          | Playstation 2              | 16 maj 2002       | Square                    |
| World Fantasista                                          | Playstation 2              | 6 juni 2002       | Square                    |
| Front Mission                                             | Wonderswan Color           | 12 juli 2002      | G-Craft                   |
| Final Fantasy                                             | Playstation                | 31 oktober 2002   | Square                    |
| Final Fantasy II                                          | Playstation                | 31 oktober 2002   | Square                    |
| Final Fantasy XI                                          | Microsoft Windows          | 7 november 2002   | Square                    |
| Chocobo Land: A Game of Dice                              | Game Boy Advance           | 13 december 2002  | Square                    |
| Unlimited SaGa                                            | Playstation 2              | 19 december 2002  | Square                    |
| Final Fantasy Tactics Advance                             | Game Boy Advance           | 14 februari 2003  | Square                    |
| Final Fantasy X-2                                         | Playstation 2              | 13 mars 2003      | Square                    |